# Francesco Da Prato
Francesco Da Prato (Camaiore, 8 agosto 1929 – Camaiore, 6 aprile 2010) è stato un politico italiano.

## Biografia
Esponente del Partito Comunista Italiano, dirigente della Federazione della Versilia. Fu consigliere comunale a Viareggio e a Camaiore.
Venne eletto alla Camera in occasione delle politiche del 1976, in cui ottenne 14.916 preferenze, e delle successive politiche del 1979, quando ricevette 11.588 preferenze, in entrambi i casi a seguito della scelta di Umberto Terracini di optare per il Senato. Termina il proprio mandato parlamentare nel 1983.
È morto nel 2010.